# Doki Doki Literature Club!
Doki Doki Literature Club!  (talvolta abbreviato come DDLC) è una visual novel sviluppata dal Team Salvato per Microsoft Windows, macOS e Linux. È stato distribuito il 22 settembre 2017 tramite itch.io e il 6 ottobre è diventato disponibile su Steam. Una versione ampliata del gioco, Doki Doki Literature Club Plus!, è stata pubblicata per Nintendo Switch, PlayStation 4, PlayStation 5, Xbox One, Xbox Series X/S e Windows il 30 giugno 2021.
È incentrato sulle vicende di un ragazzo che entra nel club di letteratura del proprio liceo e che interagisce con le quattro ragazze che vi fanno parte. La trama della storia è piuttosto lineare, con la possibilità di sbloccare scene aggiuntive e finali alternativi in base alle scelte effettuate. Sebbene sulle prime appaia un semplice simulatore di appuntamenti, si tratta in realtà di una visual novel di horror psicologico, con frequenti scene di rottura della quarta parete.
Lo sviluppo è durato circa due anni ed è stato diretto da Dan Salvato, conosciuto per il suo lavoro di modding di Super Smash Bros. Melee. Secondo Salvato, l'ispirazione per il gioco è venuta dalla sua relazione complicata con gli anime e dal suo amore per le esperienze surreali e inquietanti. Fin dalla sua uscita, Doki Doki Literature Club! ha ricevuto un'attenzione critica principalmente positiva per il suo uso riuscito di elementi horror e anticonvenzionali all'interno del genere visual novel. Il gioco ha anche ispirato vari meme di internet e ha riscosso un grande seguito online.

## Modalità di gioco
Doki Doki Literature Club! presenta un basso livello di interattività e consiste, come gran parte delle visual novel, in una successione di scene con immagini statiche bidimensionali di personaggi visualizzate con una prospettiva in prima persona. Talvolta viene però richiesto di effettuare scelte multiple che potranno influenzare il corso della trama. Descrizioni e dialoghi sono rappresentati sotto forma di testo di accompagnamento senza recitazione vocale.
La narrazione è in prima persona dal punto di vista del protagonista del gioco (controllato dal giocatore), un membro del club di letteratura che è stato invitato dalla sua amica d'infanzia Sayori. Qualsiasi decisione che il giocatore prenda nel corso della trama influisce sullo sviluppo delle relazioni del protagonista con i personaggi chiave di Sayori, Yuri, Natsuki e Monika, ma ha scarso effetto sull'esito finale del gioco.
Alla fine di ogni giornata, al giocatore è richiesto di selezionare 20 parole, scelte da una lista di 200 termini organizzati in gruppi di dieci. Tali parole andranno idealmente a comporre una poesia, che verrà poi presentata il giorno successivo. Ogni parola selezionabile è associata a una sola ragazza del club di letteratura (eccetto Monika), visualizzata a schermo sotto forma di piccola figura in basso a sinistra: qualora il termine piaccia a una delle ragazze, la figura inizierà a saltellare. Il giorno successivo, il giocatore accederà a scene di gioco relative al personaggio che avrà apprezzato di più quella particolare poesia.
A partire da un determinato punto della trama, il gioco inizierà a mostrare distorsioni, bug e glitch. Alcuni comandi cesseranno di essere selezionabili e alcune porzioni di testo saranno talvolta rese illeggibili. Tali effetti divengono sempre più pronunciati con l'avanzare della narrazione. Inoltre, i file di salvataggio saranno automaticamente cancellati ogni volta che il gioco verrà forzatamente riavviato.
In alcune occasioni, al giocatore sarà richiesto di aprire alcune cartelle nella directory del gioco: esse conterranno alcuni file che forniranno informazioni aggiuntive sulla trama. Particolare importanza rivestono i quattro file "CHR", relativi ciascuno a un membro del club di letteratura. Tale formato è esclusivo di questo gioco e non contiene informazioni necessarie al suo funzionamento. La funzione di tali documenti è infatti puramente metanarrativa, in quanto la loro rimozione comporta l'eliminazione di un personaggio dalla trama. Dopo lo scorrere dei titoli di coda, i dati verranno cancellati. Questo renderà necessario reinstallare nuovamente il gioco.
Il gioco, come indicato dallo stesso sviluppatore, non è indicato per i minori di 13 anni e per i soggetti particolarmente sensibili.

## Trama
Il protagonista, un ragazzo liceale taciturno e introverso, viene convinto dalla sua amica d'infanzia Sayori a entrare nel club di letteratura del loro liceo, di cui lei è vicepresidente. Qui fanno la loro prima apparizione gli altri membri del club: l'energica Natsuki, la timida Yuri e Monika, la popolare presidentessa del club. La principale attività del club è scrivere e scambiarsi poesie e suggerimenti di scrittura. Durante la preparazione per l'imminente festival scolastico, Sayori rivela al protagonista di aver sempre sofferto di depressione e gli confessa il suo amore. Il giorno successivo Sayori non si presenta a scuola, ma fa pervenire comunque un'ultima poesia in cui chiede ossessivamente a "qualcuno" di uscire dalla sua testa. Preoccupato, il ragazzo si precipita a casa di Sayori dove si imbatte nel suo cadavere impiccato al soffitto della cameretta. Mentre egli si dispera per la morte della sua migliore amica, il gioco termina bruscamente, forzando il giocatore a iniziare una nuova partita.
Il gioco ricomincia in maniera perfettamente analoga alla precedente, ma ogni riferimento a Sayori, che nessuno dei personaggi sembra ricordare, viene rimosso o corrotto. È quindi Monika a convincere il protagonista a entrare nel club di letteratura. La trama, tuttavia, si fa più cupa: i litigi fra Natsuki e Yuri sono più violenti ed espliciti; Natsuki confessa al protagonista di essere vittima di un padre molto severo e rivela una forte insicurezza nei rapporti con gli altri; Yuri mostra spiccati segni di morbosità, ossessione e autolesionismo; Monika appare molto più insistente nel voler passare tempo col protagonista (al contrario della prima fase) e nel mettere in pessima luce le altre ragazze. Il giorno seguente, la situazione inizia a precipitare: prima Natsuki confessa al protagonista di essere molto preoccupata per Yuri e gli suggerisce di non fidarsi di Monika, per poi essere vittima di un malfunzionamento che la porta a ritrattare tutto; Yuri consegna un poema morboso e quasi illeggibile su un foglio macchiato di liquidi corporei; infine, il giocatore viene forzato a scegliere di aiutare Monika nei preparativi per il festival. Poco dopo Yuri, in evidente stato di alterazione, reagisce spingendo le altre due ragazze fuori dalla classe e dichiarandosi al protagonista. Indipendentemente dalla risposta del giocatore, Yuri scoppia a ridere sardonicamente e si suicida, accoltellandosi più volte di fronte ai suoi occhi. Il protagonista è quindi costretto a restare accanto al cadavere della ragazza per tutto il weekend. Passati tre giorni, i due vengono prima trovati da Natsuki, che scappa in preda alla nausea alla vista della compagna morta, e poi da Monika. Sorridendo, la presidentessa chiede scusa per aver sbagliato ad aver modificato il codice, cancella i personaggi di Yuri e Natsuki e riavvia autonomamente il gioco.
Il ragazzo si trova quindi seduto in una stanza di fronte a Monika, dove dalle finestre si intravede il cosmo. Rivolgendosi direttamente al giocatore (e non al protagonista), la ragazza confessa di essere a conoscenza del fatto di essere un personaggio di un videogioco, di essere in grado di manipolarne le regole e di essere stata lei ad alterare il comportamento delle sue compagne di club nel tentativo fallito di renderle antipatiche e impedire le loro confessioni d'amore al protagonista. Alla confessione segue un interminabile dialogo forzato con Monika, durante il quale è impossibile riavviare o salvare il gioco. L'unico modo per interrompere questo dialogo infinito è cancellare direttamente dalla directory principale il file relativo al personaggio di Monika, causando un nuovo glitch. La ragazza inizialmente reagisce aggredendo verbalmente il giocatore, per poi pentirsi di quanto fatto. Dopo aver confessato nuovamente il suo amore per il giocatore, Monika per redimersi dagli errori compiuti, decide di ripristinare gli altri personaggi e di "cancellarsi" volontariamente dal software, causando un ulteriore riavvio.

### Finali
A seconda delle azioni intraprese dal giocatore, la trama può giungere a tre possibili conclusioni:
- Nel finale standard, Monika scompare e Sayori diviene presidente del club di letteratura. Realizzando, anche lei, di vivere in un mondo di finzione, esprime la sua gratitudine al giocatore per aver rimosso Monika, tentando anche lei di sfruttare i suoi nuovi poteri per poter rimanere eternamente insieme al giocatore. Monika (la cui coscienza è ancora presente nel gioco) interviene per cancellarla e dopo aver realizzato che i suoi sforzi per fare ammenda sono stati infruttuosi, cancella l'intero gioco durante lo scorrere dei titoli di coda, affermando di aver sciolto il club di letteratura in quanto «I was wrong. There is no happiness here» ("mi sono sbagliata. Non si può trovare felicità qui").[17]
- Se il giocatore ha sbloccato tutte le scene opzionali con tutte e tre le ragazze, cosa possibile creando e utilizzando più salvataggi prima del suicidio di Sayori,[21] quest'ultima ringrazia il giocatore per aver reso felici tutti i membri del club e saluta in lacrime il giocatore prima di chiudere il gioco lei stessa ma sperando che un giorno il giocatore possa incontrare nuovamente loro, compresa Monika. Dopo lo scorrere dei titoli di coda, al giocatore viene presentato un messaggio dallo sviluppatore, Dan Salvato.[22]
- Se il giocatore elimina preventivamente il file di Monika dalla directory prima ancora di iniziare una nuova partita, Sayori diventerà in automatico la presidente del club. Dopo aver realizzato la vera natura del gioco e il suo ruolo in esso, Sayori va immediatamente nel panico e forza la chiusura del software, procedendo a cancellare immediatamente sé stessa e il resto dei personaggi. Aprire di nuovo il gioco comporterà la visualizzazione di un'immagine di Sayori impiccata e, dopo 10 minuti di attesa, campeggerà una scritta che riporta la sua grafia e recita: «Now everyone can be happy» ("ora tutti saranno felici")[21]. Un finale alternativo ancora più veloce può essere raggiunto cancellando il file di Sayori con dei salvataggi nel mezzo del primo atto; all'apertura del gioco, sarà mostrata una semplice scritta «END» seguita dalla medesima immagine esposta in bianco e nero.

## Colonna sonora
La colonna sonora di Doki Doki Literature Club! comprende 15 tracce in totale. È stata pubblicata su due compact disc composti rispettivamente da 15 e 10 tracce. Il primo CD contiene tutte le principali composizioni del gioco, mentre il secondo è costituito da remix e arrangiamenti alternativi.

## Sviluppo e pubblicazione
Doki Doki Literature Club!, titolo di debutto nell'industria dei videogiochi di Dan Salvato, è stato sviluppato dal programmatore americano nel corso di circa due anni. Prima della pubblicazione, Salvato era noto per aver creato l'estensione FrankerFaceZ per Twitch, per il suo lavoro di modding nella serie di Super Smash Bros. e per i suoi livelli personalizzati di Super Mario Maker. Salvato è stato ispirato a creare una visual novel dal suo "rapporto di amore-odio" con gli anime e ha sottolineato l'uso abbondante di cliché nel genere e le frequenti trame incentrate su "ragazze carine che fanno cose carine", che considerava entrambe sia risorsa che un danno per il divertimento dello spettatore. Egli ha quindi cercato di creare un titolo che potesse attrarre l'attenzione del giocatore indipendentemente dall'opinione di quest'ultimo sul genere anime.
(Dan Salvato)
Descrivendo gli elementi horror del gioco, Salvato ha spiegato di essere stato ispirato da «cose che fanno paura perché ti mettono a disagio, non perché ti sbattono in faccia cose spaventose». Per ottenere questo risultato, ha sviluppato la facciata di un'ambientazione carina, che si sarebbe "spezzata" nel tempo insieme al comportamento dei personaggi, e alla fine sarebbe stato rivelato il ruolo del personaggio malvagio che aveva preso il controllo del gioco sottraendolo al giocatore. Nel creare gli elementi horror, Salvato ha dichiarato di essersi ispirato a Yume nikki ed Eversion e ha sottolineato al suo team che voleva che il mercato delle visual novel diventasse molto più audace e meno dipendente dagli stessi concetti di trama. I personaggi del gioco erano basati su archetipi anime standard (come tsundere, kudere e dandere) e hanno ricevuto nomi giapponesi per enfatizzare l'atmosfera pseudo-giapponese caratteristica delle visual novel prodotte in Occidente. L'unica eccezione è appunto Monika, che ha ricevuto un nome inglese, così da rimarcare la sua natura atipica rispetto agli altri personaggi.
Salvato ha utilizzato un programma online gratuito per creare i design iniziali dei personaggi, applicandoli poi alle versioni di prova del gioco. Sapendo che un prodotto di tale qualità non avrebbe soddisfatto i giocatori, ha richiesto a un suo amico traduttore dell'azienda Sekai Project, alcuni schizzi delle divise scolastiche e delle acconciature per i personaggi. Salvato ha quindi affidato lo sviluppo visivo iniziale all'artista Kagefumi, che tuttavia abbandonò presto il progetto. Dopo l'uscita di Kagefumi dal progetto, Salvato ha contattato l'artista freelance Satchely, che ha creato gli sprite finali dei personaggi, realizzandoli in più parti per dare più varietà alle pose. Le immagini di sfondo sono state originariamente create come modelli tridimensionali e poi elaborate dall'artista VelinquenT.
L'esistenza del progetto è stata rivelata l'8 settembre 2017, quando Dan Salvato ha dichiarato su Twitter che avrebbe «iniziato a rivelare informazioni sul [suo] prossimo grande progetto mai visto prima» insieme a un'immagine di quattro quadrati colorati. I colori corrispondevano a quelli degli occhi dei quattro personaggi. Il 16 settembre 2017, l'account Twitter del Team Salvato ha pubblicato il suo primo tweet, rivelando che il progetto era un videogioco, ma la natura e il titolo del gioco sono stati resi pubblici solo il 22 settembre 2017, giorno dell'uscita del gioco su itch.io. Doki Doki Literature Club! è stato poi reso disponibile successivamente anche su Steam. Il gioco è disponibile come freeware, con la possibilità di ottenere materiale aggiuntivo a pagamento.
Il 22 ottobre 2017, Salvato ha pubblicato un articolo sul blog del Team Salvato riguardante, tra gli altri argomenti, le localizzazioni. L'articolo annunciava piani per un "Fan Translation Kit" per consentire agli utenti di creare le proprie traduzioni dei giochi in altre lingue. Il 10 novembre 2017, Salvato ha dichiarato su Twitter che l'unica traduzione sarebbe stata in giapponese. Il 1º gennaio 2018, i personaggi principali di Doki Doki Literature Club! sono stati aggiunti a Yandere Simulator come skin per il personaggio titolare, con il permesso di Salvato.

### Doki Doki Literature Club Plus!
A gennaio 2020, Salvato ha annunciato che sarebbero stati aggiunti nuovi contenuti, ma ha chiarito che non stesse lavorando a un sequel del gioco. L'11 giugno 2021, in occasione del IGN Expo, il Team Salvato e l'editore Serenity Forge hanno annunciato che un'edizione premium di Doki Doki Literature Club!, intitolata Doki Doki Literature Club Plus!, sarebbe stata pubblicata digitalmente per PlayStation 5, Xbox Series X/S, PlayStation 4, Xbox One, Nintendo Switch e Microsoft Windows il 30 giugno 2021. Una versione fisica per PlayStation 5, PlayStation 4 e Nintendo Switch sarebbe comunque stata ordinabile anche tramite il negozio online di Serenity Forge e distribuita in luglio per la vendita al dettaglio. La versione estesa presenta grafiche ad alta definizione, sei nuove storie secondarie, 100 immagini sbloccabili, 13 nuovi brani musicali di Nikki Kaelar, Jason Hayes e Azuria Sky e un lettore musicale con l'opzione di creare playlist personalizzate o ripetere una singola traccia in loop.

## Accoglienza
| Testata                         | Giudizio |
| ------------------------------- | -------- |
| Metacritic (media al 19-2-2021) | 78/100   |
| Common Sense Media              | 2/5      |
| Everyeye.it                     | 8,3/10   |
| GameGrin                        | 8,5/10   |
| Geeks Under Grace               | 8,5/10   |
| Jeuxvideo.com                   | 18/20    |
| Meristation                     | 7/10     |
| Multiplayer.it                  | 9/10     |
| Quarter to Three                | 4/5      |
| Ragequit.gr                     | 87/100   |
| RPGFan                          | 90%      |
| OxenGames                       | 4/5      |
| The Game Hoard                  | 6/7      |
| Way Too Many Games              | 7,5/10   |

Il gioco è stato accolto positivamente dalla critica e ha ricevuto un punteggio di 78/100 su Metacritic sulla base di sette recensioni.
Steven T. Wright di PC Gamer ha descritto il gioco come «una lettera d'amore postmoderna al genere che rappresenta» e ha paragonato la sua qualità decostruttiva a Undertale e Pony Island. Robert Fenner di RPGFan ha notato che tradizionalmente, i principali sviluppatori di visual novel come Key e 5pb. hanno prodotto lunghe narrazioni giornaliere delle relazioni di un protagonista anime standard con altri personaggi che agivano da spalla. Secondo Fenner, i precedenti tentativi di rivedere il formato, come Hatoful Boyfriend e Higurashi no naku koro ni, non potevano sfuggire alle convenzioni del loro genere e rivelare appieno il loro potenziale drammatico. Ha poi dichiarato che Doki Doki Literature Club! aveva avuto successo nel suo campo facendo un uso insolito del motore Ren'Py e mostrando colpi di scena inaspettati. È stato inoltre notato che, come Undertale e Nier: Automata, il gioco possedeva una struttura estremamente lineare.
I recensori hanno sottolineato che il gioco raggiunge il suo impatto sorprendente sul giocatore grazie alla sua somiglianza esteriore con i tipici giochi eroge. Inoltre, i personaggi sono costituiti da stereotipi anime il cui comportamento è scarsamente mostrato attraverso i loro sprite, e l'accompagnamento musicale del gioco è leggero, vivace e gentile. Secondo i critici, questi aspetti si sono combinati per creare l'impressione di una visual novel standard che avrebbe spinto il giocatore ad affezionarsi ai personaggi. VisualNovelist di Jeuxvideo.com ha paragonato positivamente la qualità visiva del gioco a Everlasting Summer, un'altra visual novel indipendente con l'aspetto di una produzione professionale. I recensori hanno sottolineato che l'orrore del gioco è stato costruito sulla distruzione di un senso di controllo su ciò che accade nel gioco e sulla sensazione di impotenza che deriva dalle distorsioni nell'ambientazione. Victoria Rose di Polygon ha affermato che questo approccio era sorprendentemente diverso dai tradizionali giochi e film horror, in cui lo spettatore rimane alienato da ciò che sta accadendo sullo schermo.. Amy Josuweit di Rock, Paper, Shotgun ha notato che mentre le precedenti visual novel hanno rotto la quarta parete facendo bloccare improvvisamente il client o aggiungendo file extra, Doki Doki Literature Club! ha cambiato prospettiva distruggendo deliberatamente i file invece di aggiungerli.
Robert Fenner ha inoltre ritenuto che il gioco, come Katawa Shoujo prima di esso, «sembra virare pericolosamente vicino alla feticizzazione di questioni molto reali». Tuttavia, i recensori hanno riconosciuto che il focus della trama del gioco è riuscito e rilevante. 8 Bit Rambles ha dichiarato che Doki Doki Literature Club! «ruota attorno all'amore nella sua forma più folle e decostruttiva» e ha definito il gioco un esempio di arte postmoderna.
Il gioco ha ricevuto una menzione d'onore come "Miglior debutto" per i Game Developer Choice Awards del 2018. IGN ha inserito Doki Doki Literature Club! nella lista dei "18 migliori giochi horror del 2017" e successivamente come il dodicesimo gioco più spaventoso di questa generazione. Nerd Much? ha incluso il gioco nella lista 2020 dei "50 giochi horror più spaventosi di tutti i tempi". EGMNow lo ha classificato al 16º posto nella lista dei 25 migliori giochi del 2017. Ha inoltre ricevuto una nomination per gli Steam Awards del 2017 nella categoria "Difficile da Descrivere".

### Premi e candidature
| Anno | Premio                                    | Categoria                               | Risultato | Fonte  |
| ---- | ----------------------------------------- | --------------------------------------- | --------- | ------ |
| 2017 | IGN Best of 2017 Awards (People's Choice) | Miglior videogioco per PC               | Vincitore | [ 69 ] |
| 2017 | IGN Best of 2017 Awards (People's Choice) | Miglior gioco di avventura              | Vincitore | [ 70 ] |
| 2017 | IGN Best of 2017 Awards (People's Choice) | Miglior storia                          | Vincitore | [ 71 ] |
| 2017 | IGN Best of 2017 Awards (People's Choice) | Gioco più innovativo                    | Vincitore | [ 72 ] |
| 2017 | IGN Best of 2017 Awards                   | Miglior gioco di avventura              | Finalista | [ 70 ] |
| 2018 | SXSW Gaming Awards                        | Matthew Crump Cultural Innovation Award | Vincitore | [ 73 ] |
| 2018 | SXSW Gaming Awards                        | Trending Game of the Year               | Candidato | [ 73 ] |

## Impatto culturale
Nei suoi primi tre mesi dalla pubblicazione, Doki Doki Literature Club! è stato scaricato più di un milione di volte e ha superato i due milioni di download circa un mese dopo. Il gioco ha ispirato vari meme di internet (come ad esempio "Just Monika" e "I Gently Open The Door") che hanno ottenuto un grande seguito online. Salvato ha criticato il meme "Trapsuki", una teoria secondo cui Natsuki sia in realtà un maschio a causa delle sue spalle larghe e del petto piccolo, definendo il meme «davvero irrispettoso» e affermando che non gli piace «che si ironizzi sul sesso/genere delle persone, e ancor meno che si cerchi di convincere altri che non sia quello apparente».
Monika, la principale antagonista del gioco, è stata ben accolta dai fan del gioco ed è diventata oggetto di molte rielaborazioni, come il mod Monika's After Story. È diventata anche uno dei personaggi più popolari del gioco, divenendo la protagonista di numerosi meme. Salvato è stato sorpreso dall'accoglienza positiva ricevuta e dall'enorme popolarità riscossa dal personaggio, affermando che non si aspettava che diventasse così celebre.
Gita Jackson su Kotaku lo ha definito un gioco che «non è pieno di scene che ti fanno saltare sulla sedia o spaventose, ma che ti fa capire che le cose non vanno bene e che non miglioreranno», sottolineando come «tratti in modo esplicito vari temi sensibili» come la depressione o il suicidio. Tom Philip su GQ lo ha definito «uno dei giochi più paurosi a cui abbia mai giocato», che «ti induce in un falso senso di sicurezza» prima di trasformarsi in «una delle tecniche narrative maggiormente innovative che io abbia mai visto».

### Temi e analisi
Doki Doki Literature Club! è stato spesso citato come esempio di satira sulla visual novel. Il gioco è stato visto da molti come una critica ai dating sim e a coloro che li giocano, enfatizzata da una citazione del creatore Dan Salvato, in cui afferma di voler prendere una pugnalata al tradizionale stereotipo della visual novel come "ragazze carine che fanno cose carine". Il gioco è stato anche visto come un commento al dolore e alla malattia mentale, nonché un ammonimento sui pericoli della depressione non trattata e in particolare sulle conseguenze del suicidio.
La particolarità della sua struttura metanarrativa è stata evidenziata anche da Encyclopedia of Science Fiction, che ha definito il gioco «la visual novel più famosa» fino a quel momento.

### Monika
Dei cinque membri del club, il personaggio di Monika ha riscosso il maggiore interesse presso la critica. Kent Vainio ha descritto Monika come "l'impersonificazione di una profonda perversione confinata tra reale e immaginario [...] Simile a una persona reale, ma incredibilmente superficiale e insensibile". Darragh Nolan, collaboratore di Rock, Paper, Shotgun, ha affermato: "La frattura tra te come protagonista del simulatore di appuntamenti e Monika come protagonista nella sua contro-narrazione è ciò che frammenta il gioco e la nostra esperienza in esso. È come se ci fossero un muro e una studentessa che lo "prende" e inizia ad abbatterlo solo per poter stare con te". Kotaku ha descritto anche la scrittura di Monika come "disarmante e sinistra". Giant Bomb ha definito il personaggio come originariamente progettato per "seguire il copione di un partner violento e abusivo, [con] la sua fissazione psicotica su di te che non serve solo da critica agli stereotipi delle visual novel [...] o all'archetipo yandere del personaggio, ma che va anche contro all'amore patologico che i dating sim rappresentano e che spesso romanticizzano".
Sin dall'uscita di Doki Doki Literature Club! nel settembre 2017, Monika è divenuta uno dei personaggi più popolari presso il pubblico, con diversi meme (come "Just Monika") dedicati a lei.

### Accuse di istigazione al suicidio
Doki Doki Literature Club! è stato più volte accusato da vari media di essere un gioco che incoraggia gli adolescenti a suicidarsi. Nel febbraio 2018, secondo il quotidiano Moskovsky Komsomolets, uno scolaro di dodici anni si è suicidato a Irkutsk, presumibilmente dopo aver giocato a questa visual novel. Lo stesso Doki Doki Literature Club! è stato paragonato dai giornalisti della testata al gioco di fantasia "Blue Whale".

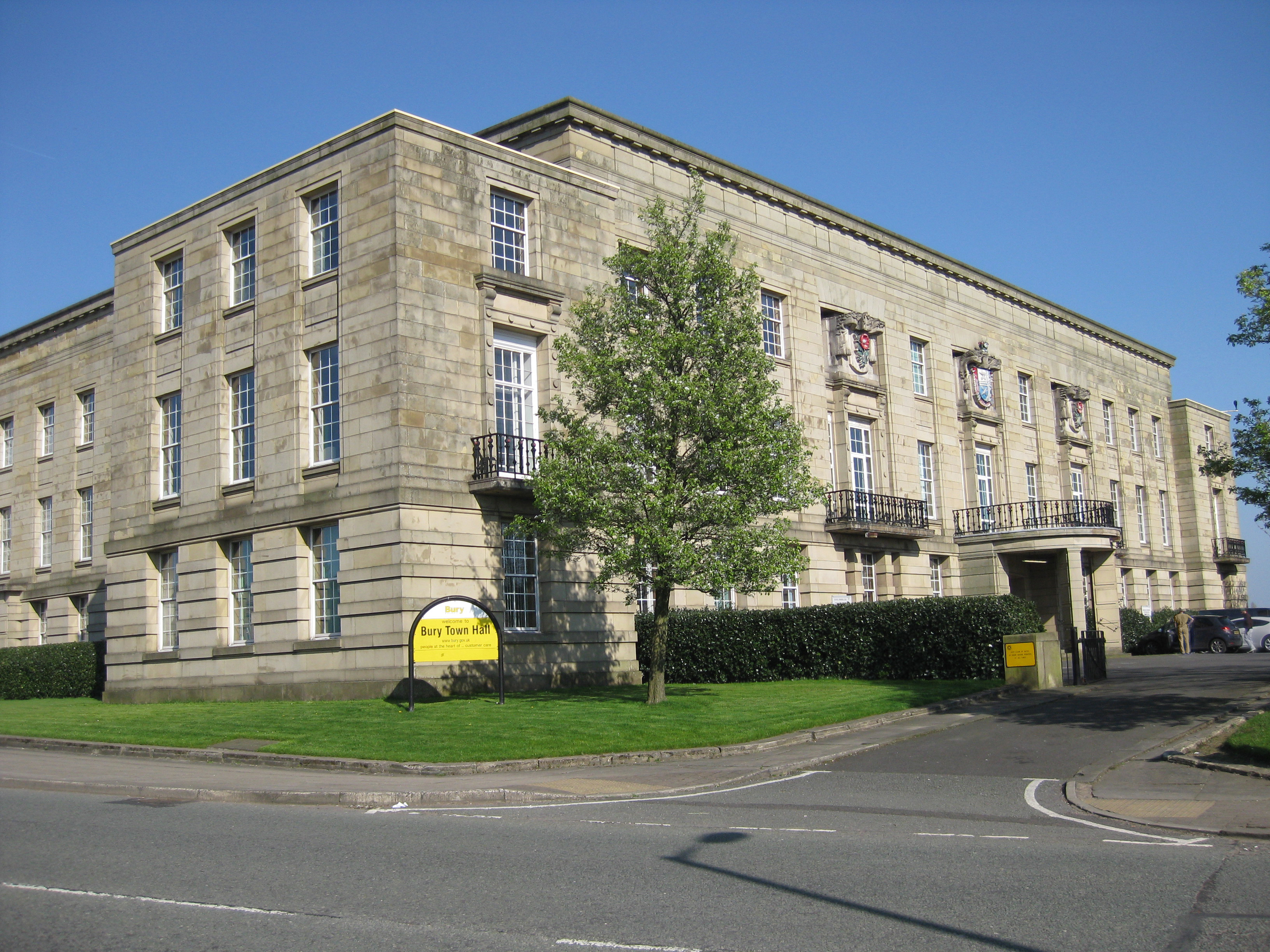
Municipio di Bury, città dove è avvenuta la tragedia

Sempre nel febbraio 2018, Ben Walmsley, uno studente di 15 anni, si suicidò a Bury, Grande Manchester, in Regno Unito. Il 26 giugno dello stesso anno, gli investigatori pubblicarono i primi risultati di un'indagine sulle circostanze della morte, che rivelarono che Walmsley era un fan di Doki Doki Literature Club!. Secondo il padre del defunto, il gioco "aveva attirato" suo figlio con le sue "tematiche oscure". Sulla base di ciò, gli investigatori hanno fatto un appello ai genitori, in cui affermarono che Doki Doki Literature Club! «rappresenta una minaccia per i bambini e i giovani, specialmente quelli più emotivamente vulnerabili».
Il Callington Community College, un istituto della Cornovaglia, inviò e-mail ai genitori degli studenti avvertendo che i loro figli avrebbero potuto giocare a un gioco che incoraggiava il suicidio, chiedendo loro di assicurarsi che non avessero scaricato Doki Doki Literature Club!. Una delle affermazioni della direzione del college era il fatto che il gioco ha un limite di età di 13+ ed è disponibile sulle piattaforme Android e iOS, il che rende facile il download per i bambini più piccoli. A novembre, concluse le indagini sulla causa della morte di Walmsley, gli investigatori dichiararono di non aver trovato alcun collegamento diretto con Doki Doki Literature Club!. Tuttavia, decisero di presentare una petizione al ministero dell'Istruzione del Regno Unito per aumentare i controlli sulla sicurezza informatica nelle scuole per quanto riguarda i giochi online.

### Esplicative
1. ↑  In giapponese, doki-doki (ド キ ド キ?, Dokidoki) è l'onomatopea del battito cardiaco, che è spesso associata al sentimento di amore, eccitazione, ansia o paura.
2. ↑  I file CHR memorizzano informazioni di tipo differente e possono essere aperti e visualizzati con un programma adatto. Ad esempio, il file monika.chr è in realtà un file .PNG che può essere aperto con un editor di immagini che supporta i file PNG.
3. ↑  Talvolta indicata anche come "Satchel".
4. ↑  "Solo Monika". Nella seconda parte della trama, diviene evidente al giocatore che il gioco stesso lo sta forzando a selezionare Monika come partner. L'espressione "Just Monika" diviene quindi sempre più ricorrente, talvolta divenendo l'unica risposta selezionabile in una scelta multipla.
5. ↑  "Apro delicatamente la porta", frase immediatamente precedente alla scena del cadavere di Sayori. A causa del forte cambiamento di atmosfera del gioco successivo a quella frase, essa è diventata particolarmente iconica, soprattutto a causa delle reazioni sbigottite di numerosi streamer.

### Riferimenti
1. 1 2  (EN) dansalvato, Doki Doki Literature Club!, su Team Salvato, 22 settembre 2017. URL consultato il 18 febbraio 2021 (archiviato il 26 novembre 2020).
2. 1 2   Notizie di Steam - Doki Doki Literature Club! - DDLC Steam Release, su store.steampowered.com, 22 settembre 2017. URL consultato il 25 febbraio 2021.
3. ↑  (EN) Doki Doki Literature Club! System Requirements - Can I Run It, su PCGameBenchmark. URL consultato il 14 febbraio (archiviato il 27 ottobre 2020).
4. ↑  (EN) Doki Doki Literature Club! System Requirements | Can I Run Doki Doki Literature Club! PCrequirements, su game-debate.com. URL consultato il 14 febbraio
 2021 (archiviato il 25 settembre 2020).
5. ↑  (EN) DDLC - Doki Doki Literature Club (game) | AcronymFinder, su acronymfinder.com. URL consultato il 21 agosto 2021.
6. 1 2  (EN) Amy Josuweit, Doki Doki Literature Club is a hidden horror game for the internet age, in Rock, Paper, Shotgun, 31 ottobre 2017. URL consultato il 29 dicembre 2017 (archiviato dall'url originale il 25 ottobre 2018).
7. 1 2 3  (EN) Gita Jackson, "Doki Doki Literature Club"'s Horror Was Born From A Love-Hate Relationship With Anime, in Kotaku, 20 ottobre 2017. URL consultato il 21 ottobre 2017 (archiviato dall'url originale il 21 ottobre 2017).
8. ↑  (EN) Doki Doki Literature Club - Walkthrough (Girl Guide), su Gameplay.tips // Game Guides, Walkthroughs, Tips & Tricks, Cheat Codes and Easter Eggs. URL consultato il 25 febbraio 2021 (archiviato il 9 novembre 2020).
9. 1 2 3 4 5  (EN) Robert Fenner, RPGFan Review—Doki Doki Literature Club, su RPGFan, 24 dicembre 2017. URL consultato il 12 gennaio 2021 (archiviato dall'url originale il 6 ottobre 2018).
10. 1 2  (EN) Steven Wright, Doki Doki Literature Club! hides a gruesome horror game under its cute surface, in PC Gamer, 26 ottobre 2017. URL consultato il 26 ottobre 2017 (archiviato dall'url originale il 27 ottobre 2017).
11. 1 2 3 4 5  (EN) Billy Clarke, Doki Doki Literature Club Review, in GameGrin, 14 febbraio 2018. URL consultato il 12 gennaio 2021 (archiviato dall'url originale il 13 giugno 2018).
12. ↑  (EN) Paul Tamburro, Trust Me, You Need to Play Doki Doki Literature Club, in GameRevolution, 28 novembre 2017. URL consultato il 12 gennaio 2021 (archiviato dall'url originale il 9 gennaio 2018).
13. 1 2 3 4  (EN) Mitch Jay Lineham, Doki Doki Literature Club is a visual novel worthy of a Black Mirror episode, in PCGamesN, 16 febbraio 2018. URL consultato il 12 gennaio 2021 (archiviato dall'url originale il 5 ottobre 2018).
14. 1 2 3  (EN) Gita Jackson, Doki Doki Literature Club Scared Me Shitless, in Kotaku, 11 ottobre 2017. URL consultato il 12 gennaio 2021 (archiviato dall'url originale il 31 ottobre 2018).
15. ↑  (EN) Doki Doki Literature Club! Readme, su ddlc.moe. URL consultato il 13 gennaio 2021 (archiviato il 21 ottobre 2019).
16. ↑  (EN) CHR File Extension - What is a .chr file and how do I open it?, su fileinfo.com. URL consultato il 13 gennaio 2021 (archiviato il 15 novembre 2020).
17. 1 2 3 4  (JA) Shōhei Fujita, 【完全ネタバレコラム】世界を大いに盛り上げる「Doki Doki Literature Club」の真の目的と少女たちからの救難信号, in IGN Japan, 4 marzo 2018. URL consultato il 12 gennaio 2021 (archiviato dall'url originale il 26 giugno 2018).
18. ↑   Doki Doki Literature Club! Warning, su ddlc.moe. URL consultato il 4 marzo 2021 (archiviato il 2 febbraio 2021).
19. ↑  (EN) Dan Salvato, Disclaimer iniziale del gioco.
«Individuals sufferings from anxiety or depression may not have a safe experience playing this game. For content warnings, please visit: http://ddlc.moe/warning.html. By playing Doki Doki Literature Club, you agree that you are at least 13 years of age, and you consent to your exposure of highly disturbing content.»
20. ↑  (EN) Doki Doki Literature Club - Achievements, su Mejoress.com // Game Codes, Cheats and Guides. URL consultato il 29 febbraio 2020.
21. 1 2  (EN) Jamie Payne, Doki Doki Literature Club: How to Get All Endings, su Twinfinite, 7 dicembre 2017. URL consultato il 12 gennaio 2021 (archiviato dall'url originale il 2 ottobre 2018).
22. ↑  (EN) Larryn Bell, Doki Doki Literature Club: How to Get the Best Ending, Fulfilling Ending, in AllGamers, 3 gennaio 2018. URL consultato il 12 gennaio 2021 (archiviato dall'url originale il 2 ottobre 2018).
23. 1 2  (EN) Marcos Gaspar, Doki Doki Literature Club! OST, su RPGFan Music, 22 settembre 2017. URL consultato il 12 gennaio 2021 (archiviato dall'url originale l'8 ottobre 2018).
24. ↑  (EN) Owen Good, Powerful mod adds replay feature to Super Smash Bros. Melee, su Polygon, 13 settembre 2015. URL consultato il 12 gennaio 2021 (archiviato dall'url originale il 26 giugno 2018).
25. ↑  (EN) Louise Blain, P is for Pain is the new contender for Mario Maker's hardest level, in GamesRadar, 9 ottobre 2015. URL consultato il 12 gennaio 2021 (archiviato dall'url originale il 26 giugno 2018).
26. ↑  (EN) Jenni Lada, Eversion-Inspired Super Mario Maker Level Uses Doors In An Ingenious Way, in Silliconera, 21 settembre 2017. URL consultato il 12 gennaio 2021 (archiviato dall'url originale il 26 giugno 2018).
27. 1 2  (EN) Otter Lee, We Interview Doki Doki Literature Club's Twisted Creator Dan Salvato, su AsianCrush, 3 gennaio 2018. URL consultato il 12 gennaio 2021 (archiviato dall'url originale il 9 novembre 2020).
28. ↑  Salvato, p. 3.
29. ↑  Salvato, p. 4.
30. ↑  Salvato, p. 5.
31. ↑  Salvato, p. 11.
32. ↑  Salvato, p. 18.
33. ↑  Salvato, p. 20.
34. ↑  (EN) Dan Salvato [dansalvato], In one week, I will begin to reveal information about my never-before-seen next big project. Stay tuned. (Tweet), su X, 8 settembre 2017.
35. ↑  (EN) Team Salvato [TeamSalvato], Team Salvato is born. We are a game development studio. New info will be shared each day until the final game reveal on the 22nd. Stay tuned (Tweet), su X, 16 settembre 2017.
36. ↑  (EN) Team Salvato [TeamSalvato], After nearly 2 years of hard work, Team Salvato presents: (Tweet), su X, 22 settembre 2017.
37. ↑  (EN) Doki Doki Literature Club Fan Pack on Steam, su Steam, Valve. URL consultato il 12 gennaio 2021 (archiviato dall'url originale il 31 marzo 2019).
38. ↑  (EN) Doki Doki Literature Club! by Team Salvato, su itch.io. URL consultato il 15 gennaio 2021 (archiviato il 27 dicembre 2020).
39. ↑  (EN) dansalvato, DDLC Store, Translations, & Fan Work, su Team Salvato, 23 ottobre 2017. URL consultato il 15 gennaio 2021 (archiviato il 26 novembre 2020).
40. ↑  (EN) Dan Salvato [dansalvato], I'm going to release a translation kit that makes fan translations possible. As of now, the only planned official translation is Japanese. (Tweet), su X, 10 novembre 2017.
41. ↑  (EN) Happy New Year!, su Yandere Simulator Development Blog, 1º gennaio 2018. URL consultato il 12 gennaio 2021 (archiviato dall'url originale l'11 novembre 2020).
42. ↑  (EN) dansalvato, It's cool, I gave him permission under the condition that their likeness isn't exploited or used for profit in any way. (Tweet), su X, 2 gennaio 2018.
43. ↑  (EN) Chris Miller, Doki Doki Literature Club Looks Like It Will Be Receiving Some Content This Year | Happy Gamer, su HappyGamer, 6 gennaio 2020. URL consultato il 12 gennaio 2021 (archiviato dall'url originale il 18 settembre 2020).
44. ↑  (EN) Kara Dennison, Doki Doki Literature Club Is Back in Session Soon with New Content, su Crunchyroll. URL consultato il 14 gennaio 2021 (archiviato il 14 gennaio 2021).
45. ↑  (EN) Serenity Forge, su serenityforge.com. URL consultato il 12 giugno 2021 (archiviato l'11 giugno 2021).
46. ↑   Dan Salvato, Announcing Doki Doki Literature Club Plus!, su Team Salvato, Dan Salvato, 11 giugno 2021. URL consultato l'11 giugno 2021 (archiviato l'11 giugno 2021).
47. ↑   Sal Romano, Doko Doki Literature Club Plus! announced for PS5, Xbox Series, PS4, Xbox One, Switch, and PC, su Gematsu, 11 giugno 2021. URL consultato l'11 giugno 2021 (archiviato l'11 giugno 2021).
48. 1 2  (EN) Doki Doki Literature Club! for PC Reviews, su Metacritic, CBS Interactive. URL consultato il 12 gennaio 2021 (archiviato il 3 marzo 2018).
49. ↑  (EN) Doki Doki Literature Club! - Game Review, su commonsensemedia.org, 30 marzo 2018. URL consultato il 5 febbraio 2021 (archiviato il 12 dicembre 2020).
50. ↑   Doki Doki Literature Club! Recensione: molto più di una semplice visual novel, su Everyeye.it. URL consultato il 25-02-2021 (archiviato il 19 marzo 2018).
51. ↑  (EN) Review: Doki Doki Literature Club (PC), su Geeks Under Grace, 13 agosto 2018. URL consultato il 14 gennaio 2021 (archiviato il 22 ottobre 2020).
52. 1 2  (FR) VisualNovelist, Test : Doki Doki Literature Club : ne jamais se fier aux apparences, su Jeuxvideo.com, 19 novembre 2017. URL consultato il 12 gennaio 2021 (archiviato dall'url originale il 27 febbraio 2018).
53. ↑  (ES) Análisis de Doki Doki Literature Club! - Videojuegos, su Meristation. URL consultato il 14 gennaio 2021 (archiviato il 14 gennaio 2021).
54. ↑   La recensione di Doki Doki Literature Club!, su Multiplayer.it. URL consultato il 14 gennaio 2021 (archiviato il 12 maggio 2019).
55. ↑  (EN) Tom Chick, The first rule of Doki Doki Literature Club is not to talk about Doki Doki Literature Club, su Quarter to Three, 18 gennaio 2018. URL consultato il 12 gennaio 2021 (archiviato dall'url originale il 6 ottobre 2018).
56. ↑  (EL) DOKI DOKI LITERATURE CLUB!, su Ragequit.gr, 13 gennaio 2018. URL consultato il 14 gennaio 2021 (archiviato il 20 giugno 2019).
57. ↑  (EN) Game - Doki Doki Literature Club! for Windows PC, Mac. Professional Review, User Rating, Legal Links at OxenGames.com, su oxengames.com. URL consultato il 14 gennaio 2021 (archiviato il 1º ottobre 2020).
58. ↑  (EN) jumpropeman, Doki Doki Literature Club (PC), su The Game Hoard, 5 febbraio 2018. URL consultato il 14 gennaio 2021 (archiviato il 9 novembre 2020).
59. ↑  (EN) Review - Doki Doki Literature Club (PC), su WayTooManyGames, 18 dicembre 2017. URL consultato il 14 gennaio 2021 (archiviato il 9 novembre 2020).
60. ↑  (EN) Erica Kleinman, Elin Carstensdottir, Magy Seif El-Nasr, Going forward by going back: re-defining rewind mechanics in narrative games, vol. 32, Proceedings of the 13th International Conference on the Foundations of Digital Games, Malmö, 2018,  pp. 1-6, DOI:10.1145/3235765.3235773.
61. ↑  (EN) Victoria Rose, Doki Doki Literature Club is an uncontrollably horrific visual novel, su polygon.com, Polygon, 22 ottobre 2017 (archiviato dall'url originale il 13 dicembre 2018).
62. ↑  (EN) Amanda Li, Doki Doki Literature Club, su 8-Bit Rambles. URL consultato il 12 gennaio 2021 (archiviato dall'url originale il 14 gennaio 2021).
63. ↑  (EN) Nominees for the 2018 Game Developer Choice Awards Announced, su AllGamers. URL consultato il 14 gennaio 2021 (archiviato il 26 novembre 2020).
64. ↑  (EN) 18 Best Horror Games of 2017 - IGN. URL consultato il 28 dicembre 2020 (archiviato dall'url originale il 9 novembre 2020).
65. ↑  (EN) The 25 Scariest Games of This Generation - IGN, 30 ottobre 2019. URL consultato il 28 dicembre 2020 (archiviato dall'url originale il 22 dicembre 2020).
66. ↑  (EN) Rhys Pugatschew, 50 Scariest Horror Games of All Time (2020), su Nerd Much?, 28 maggio 2020. URL consultato il 12 gennaio 2021 (archiviato dall'url originale il 14 gennaio 2021).
67. ↑  (EN) EGM staff, EGM's Best of 2017: Part Two: #20 ~ #16, in EGMNow, 28 dicembre 2017. URL consultato il 14 gennaio 2018 (archiviato dall'url originale il 12 giugno 2018).
68. ↑  (EN) Sherif Saed, Steam Awards 2017 nominees announced, su VG247, 21 dicembre 2017. URL consultato il 31 gennaio 2021 (archiviato il 12 luglio 2018).
69. ↑  (EN) Best of 2017 Awards: Best PC Game, su IGN, 20 dicembre 2017. URL consultato il 13 gennaio 2021 (archiviato dall'url originale il 12 giugno 2018).
70. 1 2  (EN) Best of 2017 Awards: Best Adventure Game, su IGN, 20 dicembre 2017. URL consultato il 12 gennaio 2021 (archiviato dall'url originale il 23 dicembre 2017).
71. ↑  (EN) Best of 2017 Awards: Best Story, su IGN, 20 dicembre 2017. URL consultato il 12 gennaio 2021 (archiviato dall'url originale il 1º gennaio 2018).
72. ↑  (EN) Best of 2017 Awards: Most Innovative, su IGN, 20 dicembre 2017. URL consultato il 12 gennaio 2021 (archiviato il 9 ottobre 2018).
73. 1 2  (EN) IGN Studios, 2018 SXSW Gaming Awards Winners Revealed, su IGN, 17 marzo 2018. URL consultato il 13 gennaio 2021 (archiviato dall'url originale il 18 marzo 2018).
74. ↑  (EN) Brian Barnett, Doki Doki Literature Club Hits 1 Million Downloads, su IGN, 11 dicembre 2017. URL consultato il 4 gennaio 2018 (archiviato il 31 marzo 2019).
75. ↑  (EN) Ali Jones, Doki Doki Literature Club! surpasses two million downloads, in PCGamesN, 15 gennaio 2018. URL consultato il 12 gennaio 2021 (archiviato dall'url originale il 28 agosto 2018).
76. ↑  (EN) I Gently Open the Door, su Know Your Meme. URL consultato il 23 febbraio 2021 (archiviato l'11 novembre 2020).
77. 1 2  (EN) Ana Valens, Here’s the Best ‘Just Monika’ Memes Taking Over the Internet, su Gamepur, 20 febbraio 2018. URL consultato il 12 gennaio 2021 (archiviato dall'url originale il 12 novembre 2020).
78. ↑  (EN) Doki Doki Literature Club creator shuts down transphobic 'Natsuki is a trap' meme, su The Daily Dot, 17 gennaio 2018. URL consultato il 12 gennaio 2021 (archiviato dall'url originale il 29 ottobre 2020).
79. ↑  (EN) 15 Doki Doki Literature Club Mods That Totally Change The Game, su TheGamer, 12 settembre 2019. URL consultato il 12 gennaio 2021 (archiviato dall'url originale il 21 marzo 2020).
80. ↑  (EN) Tom Philip, Doki Doki Literature Club Is the Most Messed Up Horror Game You'll Play This Year, in GQ, 19 ottobre 2017. URL consultato il 19 ottobre 2017 (archiviato dall'url originale il 12 giugno 2018).
81. ↑  (EN) Themes : Visual Novel : SFE : Science Fiction Encyclopedia, su sf-encyclopedia.com. URL consultato il 5 febbraio 2021 (archiviato il 26 luglio 2020).
82. ↑  (EN) Kent Vainio, Not Just Monika: Sadistic Horror in Doki Doki Literature Club, su With A Terrible Fate, 13 aprile 2018. URL consultato il 6 luglio 2021 (archiviato il 16 aprile 2018).
83. ↑  (EN) How Doki Doki Literature Club frames you, in Rock Paper Shotgun, 25 luglio 2018. URL consultato il 6 luglio 2021 (archiviato il 25 luglio 2018).
84. ↑  (EN) Doki Doki Literature Club's Darkest Moment, su Kotaku. URL consultato il 6 luglio 2021 (archiviato l'11 dicembre 2017).
85. ↑  (EN) Just Monika: An Analysis of Doki Doki Literature Club, su Giant Bomb. URL consultato il 6 luglio 2021 (archiviato il 29 marzo 2020).
86. ↑  (EN) Here's the Best 'Just Monika' Memes Taking Over the Internet, su Gamepur, 20 febbraio 2018. URL consultato il 6 luglio 2021 (archiviato il 12 aprile 2020).
87. 1 2  (RU) Иркутский школьник покончил жизнь самоубийством из-за игры "Doki Doki", su baikal.mk.ru, «Moskovskij Komsomolets» Irkutsk, 8 febbraio 2018 (archiviato dall'url originale il 18 giugno 2018).
88. 1 2  (EN) Paul Britton, Sam Yarwood, A 15-year-old boy was found dead. Now his dad, and a coroner, have warned about the 'horror' online game he was playing, su manchestereveningnews.co.uk, Manchester Evening News, 26 giugno 2018. URL consultato il 6 ottobre 2018 (archiviato il 6 ottobre 2018).
89. ↑  (EN) Nicola Oakley, Parents receive urgent warning to check 'sinister' Doki Doki app isn't on children's phones, su mirror.co.uk, Daily Mirror, 28 settembre 2018. URL consultato il 15 novembre 2018 (archiviato dall'url originale il 28 settembre 2018).
90. ↑  (EN) Paul Britton, Teenage boy hanged himself after trying to look up suicide methods on school computers during lessons, su manchestereveningnews.co.uk, Manchester Evening News, 19 novembre 2018. URL consultato il 15 dicembre 2018 (archiviato dall'url originale il 20 novembre 2018).